# Music (플레이보이 카티의 음반)
Music (또는 I Am Music 으로도 알려져 있으며, 둘 다 대문자 로 표시됨)은 미국의 래퍼 플레이보이 카티의 세 번째 스튜디오 앨범이다. 이 앨범은 2025년 3월 14일에 AWGE 와 Interscope Records를 통해 발매되었다. 이 앨범에는 30개 트랙이 수록되어 있으며, Travis Scott, the Weeknd, Kendrick Lamar, Jhené Aiko, Skepta, Future, Lil Uzi Vert, Ty Dolla Sign, Young Thug 가 게스트로 참여했다. 프로듀싱은 주로 Ojivolta, Cardo, F1lthy 가 맡았으며, Bnyx, Cash Cobain, Kanye West, Maaly Raw, Metro Boomin, Mike Dean, Southside, TM88, Scott 본인, Wheezy 등 다른 프로듀서들이 참여했다. 이 앨범은 4년 전에 발매된 Carti의 두 번째 스튜디오 앨범 Whole Lotta Red (2020)의 후속작이다.
2025년 3월 9일, Playboi Carti는 수년간의 개발 지옥 끝에 Music 작업이 완료되었다고 발표했다. 얼마 지나지 않아 3월 12일에 그는 Spotify의 일련의 티저에 이어 앨범 발매일을 2025년 3월 14일로 확정했다. 음악 평론가들은 이 앨범의 제작과 Carti의 보컬 공연을 칭찬하며 전반적으로 긍정적인 평가를 내렸다.

## 배경 및 녹음
두 번째 스튜디오 앨범인 Whole Lotta Red (2020)의 성공에 이어, Carti는 곧 새로운 음악에 대한 호기심을 불러일으키기 시작했다. 2021년 3월 10일, Whole Lotta Red가 출시된 지 불과 3개월 후, Carti는 Instagram을 통해 새로운 프로젝트를 암시했다. 2021년 8월 23일까지 그는 앨범의 초기 제목인 Narcissist를 공개했고 발매일을 9월 13일로 정했지만, 결국 앨범이 발매되지 않고 그 날짜가 지나갔다. 해가 지나면서 Carti의 앨범 계획은 진화했다. 2022년 4월 XXL 과의 인터뷰에서 그는 앨범 제목이 Music 으로 변경되었다고 언급했다. 이 기간 동안 Carti는 이전 작품의 성공을 바탕으로 새로운 사운드를 적극적으로 녹음하고 실험했다. 그의 창작 과정에는 다양한 협업자와의 작업이 포함되었으며, Opium 레이블 내의 재능 있는 아티스트를 활용했는데, 여기에는 F1lthy 와 콜렉티브 Working on Dying 같은 프로듀서가 포함되었다. Carti는 또한 펑크, 랩, 실험 음악의 요소를 혼합하여 다양한 장르의 영향을 받았다.
2022년과 2023년 내내 Carti는 라이브 공연에서 활발히 활동하며 미공개 트랙을 데뷔시키고 팬들 사이에 기대감을 고조시켰다. 2022년 12월 25일, Whole Lotta Red 2주년을 맞아 Carti는 Instagram에 새로운 커버 아트인 듯 보이는 것을 게시하고 "저의 모든 지지자들을 사랑한다. 이제 때가 되었다"라고 트윗하여 추측을 다시 불러일으켰다. 2023년까지 Carti는 앨범에 대한 자신의 비전을 확고히 하고 프로젝트를 계속 조정하고 완성해 나가는 한편 창작 과정을 강화했다. 2023년 11월 Numéro Berlin 과의 인터뷰에서 Carti는 이 앨범의 개인적 중요성을 강조하며 이를 지금까지의 자신의 가장 중요한 작품이라고 설명했다. 그는 앨범의 많은 부분 이 파리의 동굴 같은 스튜디오에서 녹음되었으며, 그곳에서 3개월을 창작 과정에 몰두했다고 밝혔다. 11월 17일, Carti는 앨범을 위한 Ye의 제작을 공개했다. 2025년 3월 9일, Carti는 앨범이 완성되었다고 밝혔다. 며칠 후인 3월 12일, 그는 Spotify의 일련의 티저 이후 2025년 3월 14일에 앨범이 발매될 것이라고 공식적으로 발표했다.

## 출시 및 홍보
Carti의 앨범 홍보 캠페인은 2023년 12월 7일에 "I am music"라는 수수께끼 같은 Instagram 스토리를 게시한 후 Pharrell Williams의 응답을 보여주는 또 다른 스토리가 단순히 "준비하라"라고 읽히면서 미묘하게 시작되었다. 이로 인해 곧 출시될 제품에 대한 추측이 잇따랐다. 그날 늦게 DJ Akademiks는 Carti의 앨범이 2024년 1월에 발매될 예정이라고 발표하면서 이를 "지금까지 들어본 것 중 가장 훌륭한 것"이라고 선전했다.
2023년 12월 8일, Carti는 Opium 인스타그램 계정을 통해 곡 "Different Day"를 발매하고 풀 앨범 뮤직비디오를 공개하며 프로모션을 확대했다. 하지만 이 노래는 스트리밍 플랫폼에 공식적으로 출시되지 않아 배타적이고 언더그라운드적인 매력을 유지했다. 이후 몇 주 동안 Carti는 이러한 색다른 접근 방식을 계속하여 12월 14일에 "2024", 12월 19일에 " H00dByAir ", 2024년 1월 1일에 Travis Scott 이 참여한 "Backr00ms", 1월 15일에 " EvilJ0rdan ", 3월 12일에 " Ketamine "을 포함한 일련의 프로모션 싱글을 발표했다. "H00dByAir", "EvilJ0rdan", 그리고 "Ketamine"은 Music 에 다른 제목으로 등장한다. 각 릴리스에는 뮤직 비디오가 함께 제공되었으며, 대부분은 Instagram 또는 YouTube 에서만 볼 수 있어 앨범에 대한 기대감을 더욱 고조시켰다.
2024년 내내 Carti는 6월 Lyrical Lemonade Summer Smash 페스티벌에서 " All Red "와 "Fuck on My DJ" 트랙의 미리보기를 포함하여 라이브 공연 중에 새로운 자료 조각을 통해 팬을 계속 자극했다. 올해 내내 Carti는 2024년에 발매될 것이라는 암시를 던지기 시작했고, DJ Akademiks와 Opium 멤버를 포함한 그와 가까운 소식통은 소셜 미디어에서 "2024 Music"이라는 문구를 사용했다. 하지만 그 해는 앨범이 발매되지 않은 채 지나갔다. 6월 17일, Carti는 다시 Instagram을 사용하여 공개되지 않은 또 다른 트랙을 미리 공개하여 그 기세와 추측을 유지했다. 2024년 9월 12일, Carti의 생일 전날, 그는 인스타그램에 이를 발표했고, 관련된 Opium 계정에서 이 스토리를 리포스트했다. 이 발표에서는 앨범 타이틀을 포함한 새로운 상품이 공개되었고 발매일도 암시되었다. 약 1시간 후, Carti는 Instagram에 또 다른 업데이트를 게시했다. 싱글 "All Red"에 대한 티저였고 "오늘 밤? All Red??"라는 캡션이 달려 있었다. 싱글은 이후 자정에 스트리밍 플랫폼에서 발매되었다. 2024년 11월 22일, Carti는 오피엄 인스타그램 계정을 통해 "Play This"라는 제목과 캡션이 달린 새로운 노래를 게시했다. 5일 후인 2024년 11월 27일, Carti는 2024년 12월 15일 Rolling Loud Miami에서 I Am Music 공연을 펼칠 것이라고 발표했다. 2024년 12월 15일, Carti는 헤드라이닝 공연에서 5개의 새로운 노래를 불렀다.
2025년 2월 말에서 3월 초에는 Spotify 와 협업하여 일련의 홍보 광고판이 로스앤젤레스 도심, 타임스퀘어, 마이애미의 베이프런트 공원 등 주요 장소에 등장했다. 앨범의 특징적인 글꼴을 사용한 이 광고판에는 "MUSIC IS COMING"(2월 17일), "I AM MUSIC MF"(2월 18일), "TRIM"(2월 19일), "IMSOYVL"(2월 20일), "SORRY 4 DA WAIT"(2월 21일), "BABYBOI"(2월 22일), "OVERLY TRIM"(2월 25일), "STREET READY"와 "I AM MUSIC"(3월 12일)을 포함한 암호 같은 메시지가 표시되었다. Spotify는 소셜 미디어에 "믿음을 가지세요"라는 캡션과 함께 티저 영상을 게시하여 앨범을 더욱 홍보했다. 얼마 지나지 않아 Carti는 자신의 메인 Instagram 계정을 삭제하고 대신 Opium Instagram 계정에 타임스 스퀘어 광고판 이미지를 공유하며 게시했다. 그는 나중에 "IMA DOG N YAL KNO DAT #IAMMUSIC"이라는 Instagram 게시물을 올렸고 Spotify와 Kai Cenat 의 고정된 댓글에 답했다. 그날 늦게 Carti는 X/Twitter에 "금요일"이라는 글을 게시하여 2022년 이후 첫 트윗을 올렸고 앨범 발매일을 3월 14일로 확정지었다. 이후 그는 영국의 퍼포먼스 아티스트 블랙헤인이 출연하는 인스타그램 영상을 공유해 앨범 발매일을 알리며 앨범의 임박한 발매에 대한 기대감을 더욱 고조시켰다. 이 앨범은 원래 동부 표준시 (EST) 자정에 발매될 예정이었지만 Carti가 DJ Akademiks와 Kai Cenat에게 알린 바에 따르면 EST 기준 오전 3시( 태평양 표준시 기준 자정)로 3시간 연기되었다.

## 구성
이 앨범은 Carti의 음악적 사운드의 진화로 특징지어지는 트랩 앨범으로 묘사되어 왔다. 이 앨범은 "Evil J0rdan"과 "Mojo Jojo"와 같은 노래에서 보여지는 것처럼 더 깊고 쉰 음색을 대신 사용하여 Carti의 특징적인 "베이비 보이스" 스타일에서 벗어나는 모습을 보여준다.  Music에는  rage 음악의 요소가 통합되어 있는데, 가장 두드러진 것은 인트로 곡 "Pop Out"이다. 이는 Carti가 이전에 Whole Lotta Red 에서 실험했던 음악 스타일이다. 이 앨범에는 카니예 웨스트, 메트로 부민, 마이크 딘 등 랩 업계의 유명 인사들이 프로듀싱을 맡았다. 그들은 다른 많은 프로듀서들과 함께 Music 의 매우 다양하고 독특한 사운드를 전달하는 데 도움을 주었다. 이 앨범에는 또한 여러 곡에서 DJ Swamp Izzo가 두드러지게 등장한다.
팬들은 " Rather Lie "와 "Fine Shit"이 인공지능 기술을 사용했다고 비난했지만 Carti는 나중에 이러한 주장을 부인했다.

## 제목
Carti는 Music 에 대한 다양한 잠재적 타이틀을 암시했다. 처음에 그는 iMessage 그룹 채팅 의 스크린샷을 공유한 Twitter 게시물에서 "샘플 클리어런스는 잊어버려. Narcissist를 없애버려"라고 선언하면서 Narcissist 라는 직함을 암시했다. 이 도발적인 성명은 앨범에 대한 기대의 톤을 정했고 그 후 얼마 지나지 않아 그의 Narcissist Tour가 King Vamp Tour로 이름이 바뀌는 계기가 되었다.
팬들은 Narcissist 외에도 Antagonist라는 또 다른 타이틀도 이 앨범과 연관이 있을 수 있다고 추측했다. 이러한 추측은 원래 Ken Carson, Destroy Lonely, Homixide Gang 등의 아티스트를 출연시키기로 예정되어 있던 월드 투어가 취소되면서 생겨났다.
2022년 4월 XXL 과의 인터뷰에서 Carti는 나중에 최종 타이틀이 될 앨범을 공개하면서 단순히 Music이라고 만 언급했다. 그는 "지금은 그게 전부다"라고 강조하며 자신의 작업에 대한 직접적인 접근 방식을 시사했다. 2023년 12월부터 Carti는 팬층의 관심을 사로잡은 I Am Music 이라는 타이틀을 선보였다.
2024년 9월 12일, Carti는 박스 세트 사전 주문 출시 중에 공식적으로 I Am Music 이라는 제목을 공개했다. 이 발표와 함께 그는 앨범의 디지털 사전 주문을 소개하고 9가지의 다양한 CD 디자인을 선보였는데, 그 중 3가지는 독점 상품 번들의 일부로 구매 가능했다. 앨범 커버에는 "I Am Music"이라는 잠정 제목이 그대로 남아 있었지만, 공식적으로는 단순히 Music이라는 이름으로 발매되었다.

## 비판적 반응
| 전문가 평가    | 전문가 평가 |
| 총 점수        | 총 점수     |
| 출처           | 점수        |
| -------------- | ----------- |
| 메타크리틱     | 77/100      |
| 평가 점수      |             |
| 출처           | 점수        |
| The Guardian   | [ 1 ]       |
| MusicOMH       | [ 62 ]      |
| NME            | [ 63 ]      |
| Pitchfork      | 7.7/10      |
| Rolling Stone  | [ 65 ]      |
| Slant Magazine | [ 66 ]      |
| Sputnikmusic   | 2.3/5       |

리뷰 집계 기관인 메타크리틱에 따르면, 뮤직은 7개의 비평가 점수에서 100점 만점에 77점이라는 가중 평균 점수를 기준으로 "대체로 호의적인 평가"를 받았다.
NME 의 Kyann-Sian Williams는 " 음악은 단순히 Carti의 음악 세계를 확장한 것이 아니라 그의 특징적인 혼돈을 영화적인 무언가로 바꿔놓은 세련미"라고 썼다.  The Guardian 의 Ben Beaumont-Thomas는 이 앨범이 그의 "거의 신비로운 수준의 보컬 범위"를 보여준다고 믿었고 이 앨범을 "지쳐버린" "마취된" 앨범이라고 불렀다.  덜 열광적인 리뷰에서 Sputnikmusic 의 Dakota West Foss는 이 앨범이 "너무하다"고 말했고 지저분하고 "통제 불능적인" 특성을 약점으로 꼽았다.
Slant Magazine 's Charles Lyons-Burt는 Music의 "감동적으로 모든 것을 포괄하는" 범위와 Carti의 보컬 퍼포먼스를 칭찬했지만 앨범의 혼란스러운 성격, 응집력 부족, "이해할 수 없는" 가사를 비판했다.  롤링 스톤 's 모시 리브스도 비슷하게 앨범의 가사와 너무 긴 러닝타임을 비판했지만 Carti의 보컬을 "분명히 인상적"이라고 칭찬했다. "그는 트랙마다 톤을 너무나 극적으로 바꿔서 종종 완전히 다른 사람처럼 들린다."  피치포크 's 알퐁스 피에르는 뮤직을 "결함이 있고, 모순되고, 과장되고, 시끄럽고, 흥미진진하고, 주류화되고, 불편하고, 향수를 불러일으키는 이벤트"로 묘사했고 게스트 출연은 효과가 없다고 여겼다. "77분 동안 끊임없이 나오는 트랩 비트 변형, EDM의 화려함, 반쯤 완성되고 너무 많이 생각한 노래이다."

## 트랙 목록
| #            | 제목                                                         | Producer(s)                                                   | 재생 시간 |
| ------------ | ------------------------------------------------------------ | ------------------------------------------------------------- | --------- |
| 1.           | 〈Pop Out〉                                                  | Slowburnz DJH                                                 | 2:41      |
| 2.           | 〈Crush〉 (with Travis Scott)                                | F1lthy Ojivolta Travis Scott                                  | 2:53      |
| 3.           | 〈K Pop〉                                                    | Ojivolta Cardo Twisco                                         | 1:52      |
| 4.           | 〈Evil J0rdan〉                                              | Ojivolta Cardo Johnny Juliano                                 | 3:03      |
| 5.           | 〈Mojo Jojo〉                                                | Ojivolta Cardo Ssort Johnny Juliano                           | 2:36      |
| 6.           | 〈Philly〉 (with Travis Scott)                               | Cardo                                                         | 3:05      |
| 7.           | 〈Radar〉                                                    | Metro Boomin                                                  | 1:47      |
| 8.           | 〈Rather Lie〉 (with the Weeknd)                             | F1lthy Ojivolta Twisco Ramzoid Mike Dean                      | 3:29      |
| 9.           | 〈Fine Shit〉                                                | Ojivolta Cash Cobain Keanu Beats                              | 1:46      |
| 10.          | 〈Backd00r〉 (featuring Kendrick Lamar and Jhené Aiko)       | Ojivolta Kanye West Twisco Keanu Beats Nagra Darius Rameshni  | 3:10      |
| 11.          | 〈Toxic〉 (with Skepta)                                      | Cardo Dez Wright Mu Lean Stoopid Lou                          | 2:15      |
| 12.          | 〈Munyun〉                                                   | Ojivolta Keanu Beats DJH 99Hurts                              | 2:34      |
| 13.          | 〈Crank〉                                                    | Cardo Yung Exclusive Johnny Juliano                           | 2:27      |
| 14.          | 〈Charge Dem Hoes a Fee〉 (with Future and Travis Scott)     | Wheezy Southside Dez Wright Carlton Smatt Sertified Juke Wong | 3:45      |
| 15.          | 〈Good Credit〉 (with Kendrick Lamar)                        | Cardo                                                         | 3:10      |
| 16.          | 〈I Seeeeee You Baby Boi〉                                   | KP Lucian DJ Moon                                             | 2:38      |
| 17.          | 〈Wake Up F1lthy〉 (with Travis Scott)                       | F1lthy Bnyx                                                   | 2:49      |
| 18.          | 〈Jumpin〉 (with Lil Uzi Vert)                               | BL$$D Ethan Scott                                             | 1:32      |
| 19.          | 〈Trim〉 (with Future)                                       | DJ Moon TM88 Akachi C$D Sid Macnificent Sonickaboom           | 3:13      |
| 20.          | 〈Cocaine Nose〉                                             | F1lthy 100yrd Brak3                                           | 2:31      |
| 21.          | 〈We Need All Da Vibes〉 (with Young Thug and Ty Dolla Sign) | Wheezy 100yrd Brak3                                           | 3:01      |
| 22.          | 〈Olympian〉                                                 | DJ Moon Clif Shayne Nick Spiders                              | 2:54      |
| 23.          | 〈Opm Babi〉                                                 | OpiumBaby Clayco Streo                                        | 2:53      |
| 24.          | 〈Twin Trim〉 (performed by Lil Uzi Vert)                    | KP Beatz Rok                                                  | 1:34      |
| 25.          | 〈Like Weezy〉                                               | Ojivolta Kelvin Krash                                         | 1:55      |
| 26.          | 〈Dis 1 Got It〉                                             | F1lthy Lukrative Malik Ninety Five                            | 2:03      |
| 27.          | 〈Walk〉                                                     | Ojivolta DJH BL$$D                                            | 1:34      |
| 28.          | 〈HBA〉                                                      | Cardo Onokey                                                  | 3:32      |
| 29.          | 〈Overly〉                                                   | Maaly Raw                                                     | 1:45      |
| 30.          | 〈South Atlanta Baby〉                                       | Ojivolta DJH                                                  | 2:13      |
| 총 재생 시간 | 총 재생 시간                                                 | 총 재생 시간                                                  | 76:57     |

노트
- 모든 노래는 대문자 로 표기된다. 예를 들어, "Pop Out"은 "POP OUT"으로 표기된다.
- "K팝"은 원래 "케타민"이라는 이름으로 발매되었다.[69]
- "HBA"는 원래 "H00dByAir"로 출시되었다.[69]
- "FOMDJ"는 "Fuck on My DJ"의 약자이다.

샘플 및 보간 크레딧
- "Evil J0rdan"에는 Abel Tesfaye, Jordan Carter, Leland Wayne, Mike Dean, Tommy Rush, Sam Levinson, Michael Walker, John Flippin이 작곡하고 the Weeknd, Playboi Carti, Madonna가 부른 " Popular "의 샘플이 들어 있다.[70]
- "Backd00r"에는 Lil Wayne 과 Dre가 작사, 작곡하고 부른 "Red Rum"의 샘플이 들어있다.[70]
- "Crank"에는 SpaceGhostPurrp 가 작사 및 연주한 " Fuck Taylor Gang (Not a Diss We Are Just Not Dickriders) " 샘플이 포함되어 있다.[70]
- "Cocaine Nose"에는 Ashanti 가 부른 " Only U "의 샘플이 들어있다.[71]
- "Like Weezy"에는 Rich Kidz 가 작사, 작곡하고 부른 "Bend Over"의 샘플이 들어있다.[70]
- "Walk"에는 Bankroll Fresh 가 부른 "Sydney" 샘플이 들어 있다.[71]

## 차트
| 차트(2025)                        | 정점 위치 |
| --------------------------------- | --------- |
| 호주 앨범( ARIA )                 | 1         |
| 호주 힙합/R&B 앨범( ARIA )        | 1         |
| 2                                 |           |
| 5                                 |           |
| 3                                 |           |
| 아이슬란드 앨범 ( Tónlistinn )    | 1         |
| 2                                 |           |
| 이탈리아 앨범( FIMI )             | 3         |
| 일본 핫 앨범 ( Billboard Japan )  | 38        |
| 리투아니아 앨범( AGATA )          | 1         |
| 뉴질랜드 앨범( RMNZ )             | 1         |
| 노르웨이 앨범 ( VG-lista )        | 1         |
| 스웨덴 앨범 ( Sverigetopplistan ) | 2         |
| 1                                 |           |
| 28                                |           |

## 참고문헌
1. 1 2  Beaumont-Thomas, Ben (2025년 3월 17일). “Playboi Carti: Music review – the most anticipated rap album this decade was worth the wait”. 《The Guardian》 (영국 영어). 2025년 3월 17일에 확인함.
2. ↑  “Playboi Carti Confirms 'I AM MUSIC' Is Officially Finished”. 《Hypebeast》. 2025년 3월 10일. 2025년 3월 13일에 확인함.
3. 1 2  Fisher, Caroline (2025년 3월 12일). “Playboi Carti & Spotify's New "I AM MUSIC" Teaser Has Fans Convinced It's Imminent”. 《HotNewHipHop》 (영어). 2025년 3월 13일에 확인함.
4. ↑  Robinson, Joshua (2021년 3월 10일). “Playboi Carti Is Ready To Drop New Album: "We Not Done"”. 《HotNewHipHop》. 2023년 6월 20일에 원본 문서에서 보존된 문서. 2023년 6월 20일에 확인함.
5. 1 2  Yeung, Vivian (2021년 8월 23일). “Playboi Carti announces 'Narcissist' project and release date”. 《Crack》. 2023년 6월 20일에 원본 문서에서 보존된 문서. 2023년 6월 20일에 확인함.
6. ↑  Garrigan, Quinn. “Everything We Know About Playboi Carti's "Narcissist"”. 《The Forest Scout》. 2024년 9월 1일에 원본 문서에서 보존된 문서. 2024년 9월 1일에 확인함.
7. 1 2  Satten, Vanessa (2022년 4월 12일). “Playboi Carti Gives Rare Interview on New Music, Fatherhood, More”. 《XXL》. 2023년 3월 5일에 원본 문서에서 보존된 문서. 2023년 11월 5일에 확인함.
8. ↑  “Is Playboi Carti Hip-Hop's New Punk Icon?”. 《www.newwavemagazine.com》. 2020년 12월 23일. 2024년 12월 3일에 원본 문서에서 보존된 문서. 2024년 9월 1일에 확인함.
9. ↑  Bras Nevares, Gabriel (2023년 3월 4일). “Playboi Carti Unveils New Music At Rolling Loud”. 《HotNewHipHop》. 2023년 8월 12일에 원본 문서에서 보존된 문서. 2023년 8월 12일에 확인함.
10. ↑  Powell, Jon (2022년 12월 26일). “Playboi Carti teases return to music on social media”. 《Revolt》. 2023년 11월 6일에 원본 문서에서 보존된 문서. 2023년 11월 6일에 확인함.
11. ↑  Coleman II, C. Vernon (2023년 2월 22일). “Playboi Carti's New Album Is Done, DJ Says”. 《XXL》. 2023년 6월 20일에 원본 문서에서 보존된 문서. 2023년 6월 20일에 확인함.
12. 1 2  Cummings, Damien (2023년 11월 3일). “Numéro Berlin #ZUKUNFT x Playboi Carti”. 《Numéro Berlin》. 2023년 11월 3일에 원본 문서에서 보존된 문서. 2023년 11월 3일에 확인함.
13. ↑  Andrews, Elias (2024년 11월 19일). “Playboi Carti Reveals Kanye West Is Producing New Album "I AM MUSIC"”. 《HotNewHipHop》 (영어). 2024년 11월 21일에 원본 문서에서 보존된 문서. 2024년 11월 21일에 확인함.
14. ↑  “Ye Is Producing Playboi Carti's 'I AM MUSIC'”. 《Hypebeast》. 2024년 11월 20일. 2024년 11월 21일에 원본 문서에서 보존된 문서. 2024년 11월 21일에 확인함.
15. ↑  Fisher, Caroline (2025년 3월 9일). “Playboi Carti Confirms New Album "I AM MUSIC" Is Finished”. 《HotNewHipHop》 (영어). 2025년 3월 9일에 확인함.
16. ↑  “Playboi Carti Officially Announces Release Date for 'I AM MUSIC'”. 《Hypebeast》. 2025년 3월 12일. 2025년 3월 13일에 확인함.
17. ↑  Kearns, Sarah (2023년 12월 7일). “Playboi Carti Teases Third Studio Album 'Music'”. 《Hypebeast》. 2023년 12월 7일에 원본 문서에서 보존된 문서. 2023년 12월 7일에 확인함.
18. ↑  “Playboi Carti Teases Mysterious New Project 'I Am Music' With Pharrell's Help”. 《HipHopDX》 (영어). 2023년 12월 8일. 2024년 9월 1일에 원본 문서에서 보존된 문서. 2024년 9월 1일에 확인함.
19. ↑  Gilbert, Natalee (2023년 12월 9일). “Playboi Carti Returns With First New Song Ahead of His Album Release in January”. 《XXL》. 2023년 12월 11일에 원본 문서에서 보존된 문서. 2023년 12월 10일에 확인함.
20. ↑  Chelosky, Danielle (2023년 12월 9일). “Playboi Carti Shares New Song "Different Day": Listen”. 《Stereogum》. 2023년 12월 11일에 원본 문서에서 보존된 문서. 2023년 12월 10일에 확인함.
21. ↑  Bras Nevares, Gabriel (2023년 12월 8일). “Playboi Carti Shares New Snippet On Instagram: "Im Not Playing"”. 《HotNewHipHop》. 2023년 12월 11일에 원본 문서에서 보존된 문서. 2023년 12월 10일에 확인함.
22. ↑  Callas, Brad. “Playboi Carti Unleashes Another New One With "H00DBYAIR" Video”. 《Complex》 (미국 영어). 2023년 12월 21일에 원본 문서에서 보존된 문서. 2023년 12월 25일에 확인함.
23. ↑  《Rolling Stone》 (미국 영어). |제목=이(가) 없거나 비었음 (도움말)
24. ↑  Corcoran, Nina (2024년 1월 15일). “Playboi Carti Shares Video for New Song "EvilJ0rdan": Watch”. 《Pitchfork》. 2024년 1월 16일에 원본 문서에서 보존된 문서. 2024년 1월 16일에 확인함.
25. ↑  Ocho, Alex. “Playboi Carti Returns With New Song and Video "Ketamine"”. 《Complex》 (미국 영어). 2024년 3월 17일에 원본 문서에서 보존된 문서. 2024년 3월 19일에 확인함.
26. ↑  “Breaking down Playboi Carti's stream-subverting album rollout”. 《The FADER》 (영어). 2024년 8월 27일에 확인함.
27. ↑  Castro, Danilo (2024년 6월 18일). “Playboi Carti Builds Up Album Hype With New Song Snippet”. 《HotNewHipHop》 (영어). 2024년 6월 18일에 원본 문서에서 보존된 문서. 2024년 6월 18일에 확인함.
28. ↑  Andrews, Elias (2024년 6월 18일). “Playboi Carti Builds Up Album Hype With New Song Snippet”. 《HotNewHipHop》 (영어). 2024년 6월 18일에 원본 문서에서 보존된 문서. 2024년 9월 1일에 확인함.
29. ↑  Art, Pop Culture & (2024년 9월 13일). “Playboi Carti releases new track 'ALL RED' and announces merch pre-orders ahead of third album”. 《The Express Tribune》 (영어). 2024년 9월 13일에 원본 문서에서 보존된 문서. 2024년 9월 13일에 확인함.
30. ↑  Andrews, Elias (2024년 9월 13일). “Playboi Carti Announces New Album "MUSIC" And Teases Release Date”. 《HotNewHipHop》 (영어). 2024년 9월 13일에 원본 문서에서 보존된 문서. 2024년 9월 13일에 확인함.
31. ↑  《Billboard》 (미국 영어). |제목=이(가) 없거나 비었음 (도움말)
32. ↑  《Billboard》 (미국 영어). |제목=이(가) 없거나 비었음 (도움말)
33. ↑  “Playboi Carti Releases New Song "Play This"”. 《Complex》 (영어). 2024년 11월 24일에 확인함.
34. ↑  “Playboi Carti Drops "PLAY THIS" on Instagram”. 《Hypebeast》. 2024년 11월 22일. 2024년 11월 24일에 확인함.
35. ↑  Art, Pop Culture & (2024년 11월 22일). “Playboi Carti drops new song 'Play This' ahead of highly anticipated album 'I Am Music'”. 《The Express Tribune》 (영어). 2024년 11월 22일에 원본 문서에서 보존된 문서. 2024년 11월 24일에 확인함.
36. ↑  “Playboi Carti's new album 'I AM MUSIC' set to debut at Rolling Loud Miami”. 《rollingout.com》 (미국 영어). 2024년 11월 29일. 2024년 12월 7일에 원본 문서에서 보존된 문서. 2024년 12월 4일에 확인함.
37. ↑  Grant, Shawn (2024년 11월 29일). “Playboi Carti to Perform 'I Am Music' at Rolling Loud Miami 2024”. 《The Source Magazine》 (미국 영어). 2024년 12월 4일에 원본 문서에서 보존된 문서. 2024년 12월 4일에 확인함.
38. ↑  “Watch Playboi Carti Debut A Bunch Of New Songs At Rolling Loud Miami”. 《Stereogum》 (영어). 2024년 12월 16일. 2024년 12월 16일에 원본 문서에서 보존된 문서. 2024년 12월 16일에 확인함.
39. ↑  《Billboard》 (미국 영어). |제목=이(가) 없거나 비었음 (도움말)
40. ↑  Paul, Bryson "Boom" (2025년 2월 23일). “Playboi Carti's "I Am Music" Billboards Have Fans Demanding The Album”. 《HotNewHipHop》 (영어). 2025년 2월 23일에 확인함.
41. ↑  Andrews, Elias (2025년 3월 12일). “Playboi Carti Clears Instagram After "Streets Ready" Billboard Sightings”. 《HotNewHipHop》 (영어). 2025년 3월 13일에 확인함.
42. ↑  Art, Pop Culture & (2025년 3월 13일). “Playboi Carti reveals release date for 'I AM MUSIC' album”. 《The Express Tribune》 (영어). 2025년 3월 13일에 확인함.
43. ↑  Sumadia, Kinette (2025년 3월 13일). “"It's happening. About damn time!"— Fans react as Spotify releases teaser for Playboi Carti's upcoming album I Am Music”. 《www.sportskeeda.com》 (미국 영어). 2025년 3월 13일에 확인함.
44. ↑  Andrews, Elias (2025년 3월 12일). “Playboi Carti Clears Instagram After "Streets Ready" Billboard Sightings”. 《HotNewHipHop》 (영어). 2025년 3월 13일에 확인함.
45. ↑  Shrivastava, Aarnesh (2025년 3월 13일). “Popular streamers reveal getting message from Playboi Carti about the release of his next album”. 《www.sportskeeda.com》 (미국 영어). 2025년 3월 13일에 확인함.
46. ↑  bato.aydelotte (2025년 3월 13일). “Playboi Carti Unveils Long-Awaited Release Date for 'I Am Music'”. 《HOT 97》 (미국 영어). 2025년 3월 13일에 확인함.
47. ↑  Andrews, Elias (2025년 3월 12일). “Playboi Carti Confirms The Release Date For "I AM MUSIC" After Years Of Torment”. 《HotNewHipHop》. 2025년 3월 13일에 확인함.
48. ↑  Andrews, Elias (2025년 3월 14일). “Playboi Carti Reveals "I AM MUSIC" Features After Briefly Delaying Album”. 《HotNewHipHop》 (영어). 2025년 3월 14일에 확인함.
49. ↑  Moore, Sam (2025년 3월 14일). “Playboi Carti Explains 'I Am Music' Delay & Reveals Star-Studded Tracklist”. 《HipHopDX》 (영어). 2025년 3월 14일에 확인함.
50. ↑  Nevares, Gabriel Bras (2025년 3월 16일). “Playboi Carti Reportedly Denies Using AI On New Album "MUSIC" Amid Fans' Outrage”. 《HotNewHipHop》 (영어). 2025년 3월 20일에 확인함.
51. ↑  “Playboi Carti Is Ready To Risk It All With The Release Of "Narcissist"”. 《www.hotnewhiphop.com》 (영어). 2021년 9월 15일. 2023년 6월 20일에 원본 문서에서 보존된 문서. 2023년 6월 20일에 확인함.
52. ↑  Schube, Will (2021년 12월 9일). “Playboi Carti's 'Whole Lotta Red' Is Now Certified RIAA Gold”. 《uDiscover Music》. 2023년 12월 10일에 원본 문서에서 보존된 문서. 2023년 12월 9일에 확인함. Playboi Carti is currently on the last leg of his KING VAMP tour.
53. ↑  《Billboard》 (미국 영어). |제목=이(가) 없거나 비었음 (도움말)
54. ↑  Garcia, Thania (2023년 7월 12일). “Playboi Carti Sets Dates for Global 'Antagonist' Arena Tour”. 《Variety》 (미국 영어). 2023년 11월 5일에 원본 문서에서 보존된 문서. 2023년 11월 5일에 확인함.
55. ↑  Grant, Shawn (2023년 7월 12일). “Playboi Carti Announces 'Antagonist Tour' for This Fall” (미국 영어). 2024년 5월 13일에 원본 문서에서 보존된 문서. 2023년 11월 5일에 확인함.
56. ↑  “Playboi Carti's reveals his next album 'Music' in rare XXL interview”. 《Our Generation Music》 (미국 영어). 2022년 4월 12일. 2023년 6월 20일에 원본 문서에서 보존된 문서. 2023년 11월 5일에 확인함.
57. ↑  《Billboard》 (미국 영어). |제목=이(가) 없거나 비었음 (도움말)
58. ↑  Art, Pop Culture & (2024년 7월 5일). “Playboi Carti set to drop I Am Music after four-year odyssey with producer Cardo”. 《The Express Tribune》 (영어). 2024년 8월 4일에 원본 문서에서 보존된 문서. 2024년 8월 4일에 확인함.
59. ↑  “Playboi Carti Drops New Single "All Red," Teases 'MUSIC' Album Release Date”. 《Hypebeast》. 2024년 9월 13일. 2024년 9월 13일에 원본 문서에서 보존된 문서. 2024년 9월 13일에 확인함.
60. ↑  Art, Pop Culture & (2024년 9월 13일). “Playboi Carti releases new track 'ALL RED' and announces merch pre-orders ahead of third album”. 《The Express Tribune》 (영어). 2024년 9월 13일에 원본 문서에서 보존된 문서. 2024년 9월 13일에 확인함.
61. ↑  “Music by Playboi Carti”. 《Metacritic》 (영어). 2025년 3월 17일에 확인함.
62. ↑  Devlin, Ben (2025년 3월 14일). “Playboi Carti – Music”. 《MusicOMH》. 2025년 3월 18일에 확인함.
63. ↑  Williams, Kyann-Sian (2025년 3월 14일). “Playboi Carti – Music review: cinematic chaos”. 《NME》 (영국 영어). 2025년 3월 17일에 확인함.
64. ↑  Pierre, Alphonse (2025년 3월 18일). “Playboi Carti: Music”. 《Pitchfork》 (미국 영어). 2025년 3월 18일에 확인함.
65. ↑  Reeves, Mosi (2025년 3월 17일). “Playboi Carti Deepens His Gen Z Rap Dominance”. 《Rolling Stone》. 2025년 3월 17일에 원본 문서에서 보존된 문서. 2025년 3월 17일에 확인함.
66. ↑  Lyons-Burt, Charles (2025년 3월 17일). “Playboi Carti Music Review: Abstract and All-Encompassing”. 《Slant Magazine》 (미국 영어). 2025년 3월 17일에 확인함.
67. ↑  Dakota West Foss (2025년 3월 15일). “Playboi Carti – Music”. 《Sputnikmusic》. 2025년 3월 16일에 원본 문서에서 보존된 문서. 2025년 3월 16일에 확인함.
68. ↑  “Playboi Carti Explains 'I Am Music' Delay & Reveals Star-Studded Tracklist”. 《HipHopDX》 (영어). 2025년 3월 14일. 2025년 3월 14일에 확인함.
69. 1 2  Lafontant, Olivier (2025년 3월 14일). “5 Takeaways From Playboi Carti's New Album Music”. 《Pitchfork》 (미국 영어). 2025년 3월 17일에 확인함.
70. 1 2 3 4  Renshaw, David (2025년 3월 14일). “See the full credits of Playboi Carti's MUSIC: Kendrick Lamar, Travis Scott, and more”. 《The Fader》 (영어). 2025년 3월 14일에 확인함.
71. 1 2  Breihan, Tom (2025년 3월 14일). “Premature Evaluation: Playboi Carti 'Music'”. 《Stereogum》 (영어). 2025년 3월 17일에 확인함.
72. ↑  “ARIA Top 50 Albums Chart”. Australian Recording Industry Association. 2025년 3월 24일. 2025년 3월 21일에 확인함.
73. ↑  “ARIA Top 40 Hip Hop/R&B Albums Chart”. Australian Recording Industry Association. 2025년 3월 24일. 2025년 3월 21일에 확인함.
74. ↑  “Tónlistinn – Plötur: Streymi, spilun og sala viku 12. Birt 22. mars 2025 – Næst uppfært 29. mars 2025.” (아이슬란드어). Plötutíðindi. 2025년 3월 21일에 원본 문서에서 보존된 문서. 2025년 3월 21일에 확인함.
75. ↑  “Album & Compilation – Classifica settimanale WK 12 (dal 14.03.2025 al 20.03.2025)” (이탈리아어). Federazione Industria Musicale Italiana. 2025년 3월 22일에 확인함.
76. ↑  “Billboard Japan Hot Albums – Week of March 19, 2025”. 《Billboard Japan》 (일본어). 2025년 3월 20일에 확인함.
77. ↑  “2025 12-os savaitės klausomiausi (Top 100)” (리투아니아어). AGATA. 2025년 3월 21일. 2025년 3월 21일에 확인함.
78. ↑  “NZ Top 40 Albums Chart”. Recorded Music NZ. 2025년 3월 21일. 2025년 3월 21일에 확인함.
79. ↑  “Album 2025 uke 12”. VG-lista. 2025년 3월 22일에 확인함.
80. ↑  “Veckolista Album, vecka 12, 2025”. Sverigetopplistan. 2025년 3월 21일에 확인함.